# Schatzfund vom Moosbruckschrofen am Piller
Bei dem bronzezeitlichen Schatzfund vom Moosbruckschrofen am Piller in der Gemeinde Fließ in Tirol handelt es sich um den größten und vielfältigsten Depotfund der Bronzezeit in Europa.

## Entdeckung, Fundsituation und Bergung
Die Entdeckung des Depotfunds 2001 ist einem Hobbyarchäologen zu verdanken. Er bemerkte in einer Felsspalte, unter einer Steinplatte eine Ansammlung bronzener Objekte. Nachdem Fachleute über den Fund informiert waren, übernahm das Archäologenteam von Archaeotirol die Bergung. Der Fundplatz wurde vermessen, die Fundsituation dokumentiert, danach konnten die Bronzen Stück für Stück entnommen werden. Dabei stellte man fest, dass es sich um ausgezeichnet erhaltene Trachtbestandteile, Schmuck, Waffen, Gerät und Rohmaterial handelte.

## Das Depot
Die Größe dieses Hortes sucht in Europa ihresgleichen. Allein 167 Sicheln und Sichelfragmente traten zu Tage, dazu 80 Beile (diese dienten nicht nur als Waffe, sondern auch zum Betäuben von Opfertieren), zwei Vollgriffschwerter, die Hälfte eines der ältesten Metallhelme Europas, Rohmaterial, Schmucknadeln und andere Tracht- und Schmuckbestandteile.
Die Bronzen waren ursprünglich in ein keramisches Gefäß verpackt, das man in der Felsnische deponiert hatte. Viele Stücke sind absichtlich verbogen oder zerbrochen.
In dem Depot enthaltene Rohmaterialien wie Gusskuchen (Reste von ausgeschmolzenem raffiniertem Kupfererz) und Gussrohlinge (portionierte, schmiedefertige Bronzestücke) deuten auf lokales Bronzehandwerk hin. Die Objekte datieren in die Zeit zwischen 1550 und 1300 v. Chr. und fallen damit in die mittlere Bronzezeit.

## Niederlegungsgrund
Aufgrund des langen Zeitraumes den dieses Depot abdeckt (gut 250 Jahre), scheint die Niederlegung kultischer Natur zu sein. Dafür spricht auch die intentionelle Zerstörung der Objekte. Diese Vorgehensweise ist in der Bronzezeit relativ üblich und diente dem Zweck kultisch genutzte Gegenstände vor der profanen Wiederverwendung zu schützen. Brandspuren unterstreichen den Votivcharakter. Mit großer Wahrscheinlichkeit besteht ein Zusammenhang mit dem nahe gelegenen Brandopferplatz auf der Piller Höhe, der erwiesenermaßen seit der späteren Mittelbronzezeit bis in die La-Tène-Zeit in Verwendung war. Erstaunlich ist, dass die Objekte über einen so langen Zeitraum gesammelt wurden. Sie müssen während dieser Zeit thesauriert (in einem Heiligtum verwahrt) gewesen sein, denn sie wurden regelmäßig gereinigt und gepflegt. Es ist aus verschiedenen Quellen belegt, dass in Griechenland zu dieser Zeit Tempelschätze existierten, mit denen man auf ähnliche Weise verfuhr und die nach einer bestimmten Zeit rituell in Opferschächten niedergelegt wurden. Eine solche Vorgehensweise ist auch hier zu vermuten.